# Erotische massage
Erotische massage of sensuele massage is een massagetechniek met als doel seksuele gevoelens op te wekken dan wel te versterken. Erotische massages worden vooral gericht op de erogene zones van het lichaam om seksuele lust op te wekken. Het kan door paren als voorspel of als deel van hun seksuele liefdesspel worden toegepast.
Massages die omschreven worden als erotische massages kunnen seksuele massages zijn, of het seksuele kan bijkomend zijn. Bij een body-to-body-massage maakt de masseur niet alleen gebruik van de handen en armen, maar gebruikt deze ook billen, borsten, benen, voeten en rug om het lichaam te masseren.
Een happy end of happy ending houdt in dat de masseur of masseuse de ontvanger aan het eind aftrekt. De uit 2009 stammende documentaire “Happy Endings” volgt vrouwen die in massagesalons werken op Rhode Island. Hoewel de film focuste op salons die alle soorten diensten aanboden, werd al snel duidelijk dat het vooral om seksuele massage en aftrekken ging, wat er overigens niet speciaal uitgelicht werd.
Bij ondernemingen die zich massagesalon noemen, kan de massage bijzaak zijn: massagesalon kan een verhullende term zijn voor een bordeel. Ook als bij bedrijfsmatige massage de seks bijzaak is, is het in principe prostitutie. In veel landen is dit verboden, dit werd vaak omzeild door een erotische massage met niet-penetrerende seks aan te bieden.
Erotische massages zijn voornamelijk gericht op de erogene zones. Bij vrouwen zijn dit vooral de borsten en de schaamstreek, bij mannen hun geslachtsorganen.

## Sekstherapie
Erotische massage kan een voorspel van het liefdesspel zijn, die de gevoeligheid verhoogt. Als sekstherapie kan deze het libido van de cliënt doen toenemen of positief benutten. Ook kan deze bij mannen worden toegepast om voortijdige ejaculaties te leren voorkomen. De massage kan de ontvanger leren het spierstelsel van het bekken te ontspannen en onder controle te houden.

## Geschiedenis
In de westelijke wereld was vroeger deze vorm van massage met als doel een orgasme tot stand te brengen, een behandeling tegen hysterie bij vrouwen die daar last van zouden hebben. In 1553 adviseerde Pieter van Foreest erotische massage tegen “baarmoederziekte” om de vrouw tot een “hysterisch paroxisme” (=orgasme) te brengen.
Zulke behandelingen waren heel winstgevend voor artsen, aangezien de patiënten geen risico liepen te overlijden maar toch voortdurend behandeld moesten worden. Deze vaginale massageprocedure - ook wel bekkenmassage - was voor hen nochtans een lastige en tijdrovende bezigheid. De techniek was niet gemakkelijk en het kon uren duren voordat de patiënt het “hysterisch paroxisme” bereikte. Daarom werd het werk meestal door verloskundigen gedaan, artsen waren er niet voor nodig en assistentie werd meer en meer aan de echtgenoten gevraagd.

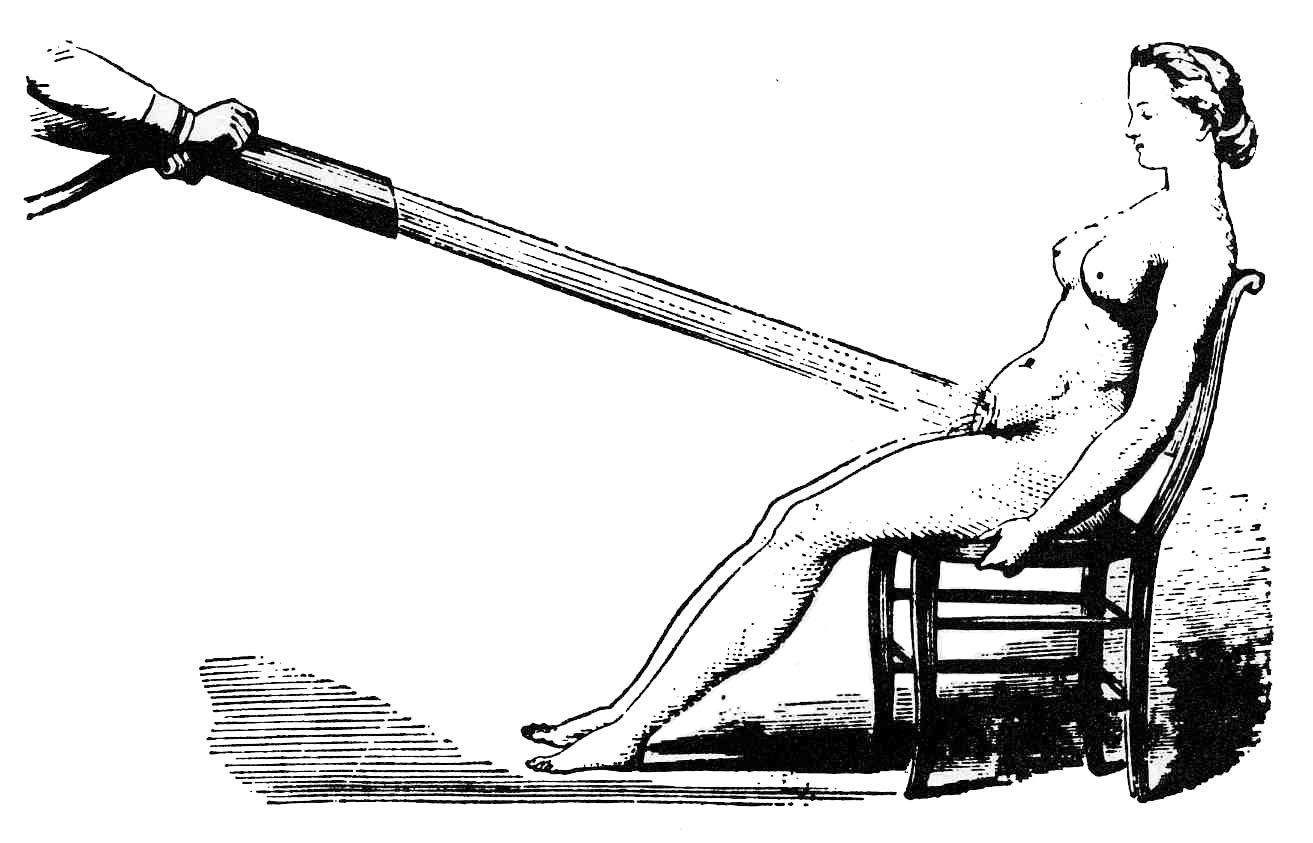
Hydrotherapie tegen "hysterie"

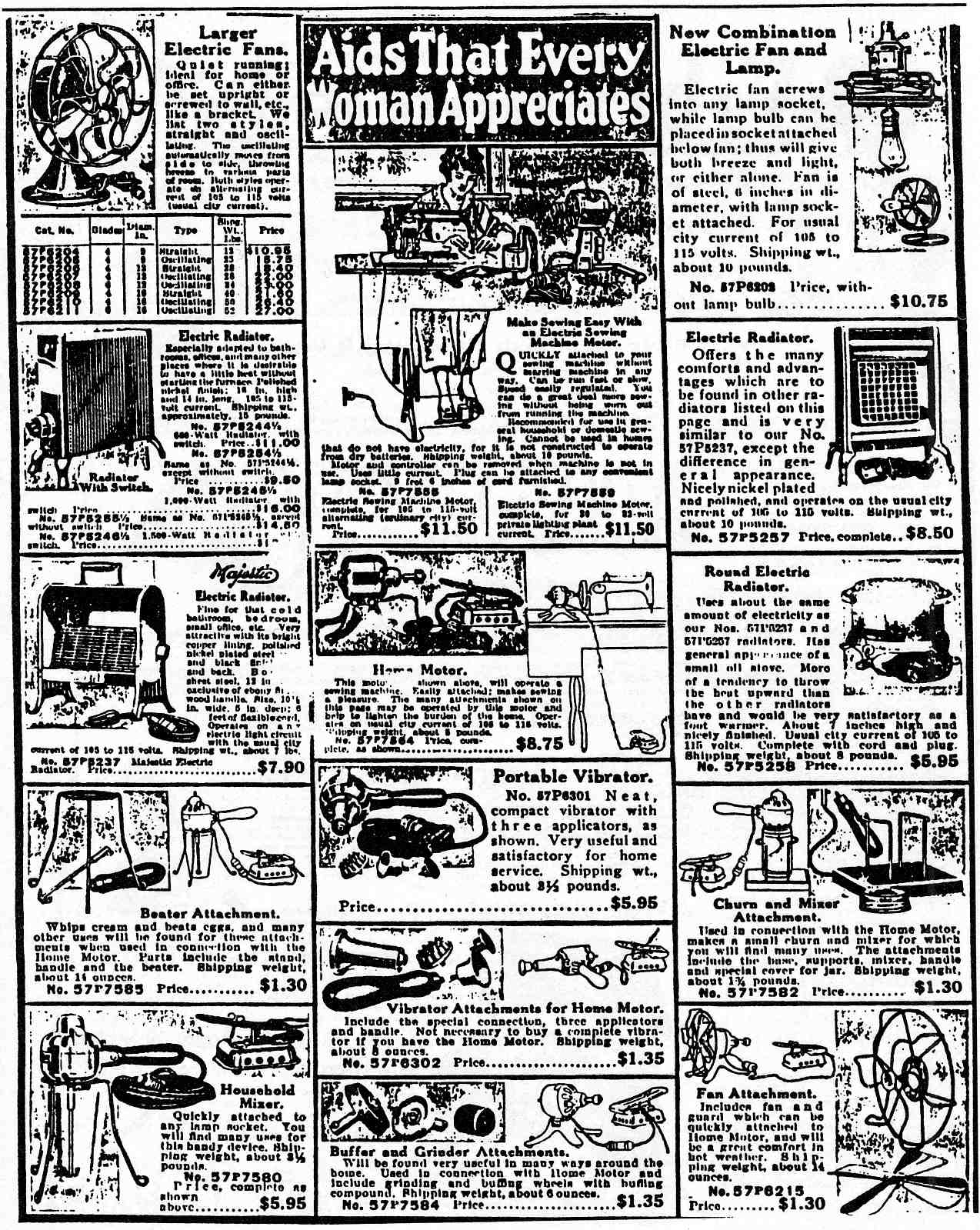
Vibrators en andere huishoudelijke elektrische apparaten “die elke vrouw op prijs stelt”. (catalogus uit 1918)

### De ontwikkeling van de vibrator
Later brachten massageapparaten soelaas. Ze konden de duur van de massages erg verkorten en er hoefden geen vroedvrouwen meer te worden ingeschakeld. Een arts kon nu ook veel meer patiënten behandelen. Eind 19e eeuw waren er al apparaten voor hydrotherapie in gebruik in de Engelse badplaats Bath. Door de populariteit van de apparaten verspreidden zij zich snel over kuuroorden in Europa en Amerika. Omstreeks 1870 verscheen de eerste vibrator met opwindmechanisme. In 1873 werd in Frankrijk de eerste elektrisch aangedreven vibrator voor de behandeling van “hysterie” ingezet. Terwijl artsen uit die periode erkenden dat de stoornis voortkwam uit seksuele ontevredenheid, schenen zij niet te weten - of te willen weten - dat juist om die specifieke reden de apparaten werden toegelaten.
Rondom het begin van de twintigste eeuw, met de komst van elektriciteit bij de burgers thuis, was er ook een consumentenmarkt voor de vibrator. Dit maakte de behandeling goedkoper en mede door de huiselijke privacy populair. De “thuisvibrator” was tien jaar eerder op de markt dan de stofzuiger en het strijkijzer. Een catalogus uit 1918 prijst de vibrator aan, compleet met allerlei hulpstukken voor een nuttig en bevredigend thuisgebruik.
Tegenwoordig is de vibrator vooral als seksspeeltje in gebruik.

## En verder

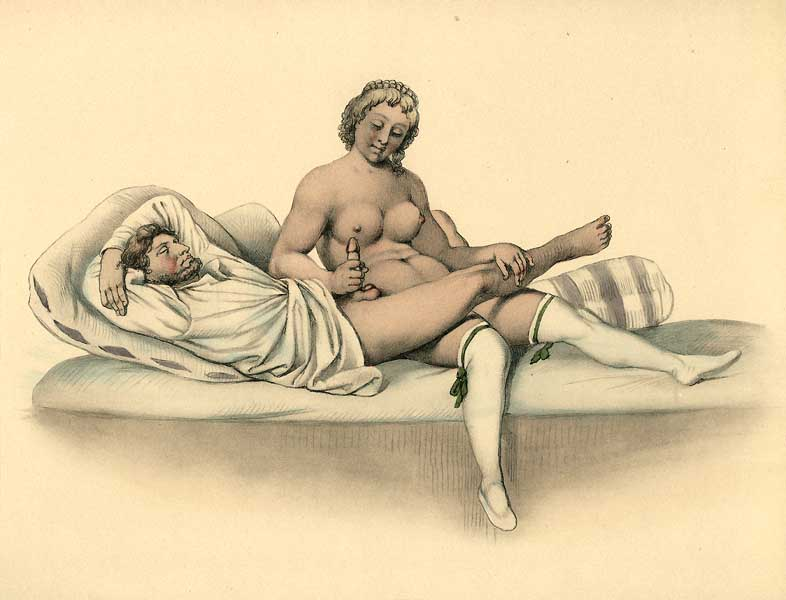
Penismassage. (Illustratie Peter Johann Nepomuk Geiger.)

- Erotische massage - als een op seks gerichte handeling - kan uitgevoerd worden met het hele lijf maar vooral met de handen. Er zijn veel technieken en variaties mogelijk. Verder kan erbij betrokken worden: een veer of doekje voor een zeer zachte aanraking van de huid, of - zoals hierboven beschreven bij de medische behandeling - bijvoorbeeld een douche.
- Erotische massage kan met gewone massageolie verricht worden. In- op en in de directe nabijheid van de geslachtsdelen kan deze echter irritaties veroorzaken.
- Voedsel-erotiek kent ook mogelijkheden met betrekking tot erotische massage.
- Een duidelijk op seks gerichte massage is de Venusvlinder.
- Prostaatmassage is doorgaans een medische handeling bij een vergrote prostaat. Sommige mannen ervaren hier ook seksueel genot aan.
- Aftrekken kan ook een vorm van erotische massage zijn.
- In de tantra kent men ook bepaalde vormen van erotische massage, bijvoorbeeld kabazzah of pompoir.
- De Kamasutra besteedt eveneens veel aandacht aan erotische massage.
- Yoni-massage - massage van de clitoris en vagina.